# Championnat du Niger de football 2008
Navigation
Édition 2004 Édition 2010-2011
La saison 2008 du Championnat du Niger de football est la trente-huitième édition de la Ligue 1, le championnat national de première division au Niger. 
La compétition se dispute en deux phases :
- Championnat national : les vingt équipes engagées sont réparties en quatre poules de cinq et s'affrontent à deux reprises, en matchs aller et retour. Les deux premiers se qualifient pour la seconde phase.
- Super Ligue : les huit clubs qualifiés sont regroupés au sein d'une poule unique et s’affrontent à nouveau une fois. Le premier du classement final est sacré champion.

C'est le club de l'AS Police qui remporte la compétition cette saison après avoir terminé en tête de la poule finale, devant l'ASFAN Niamey et le tenant du titre, Sahel SC. C'est le tout premier titre de champion du Niger de l'histoire du club, qui réussit même le doublé en s'imposant en finale de la Coupe du Niger face à Akokana FC.

## Participants
- Dan Baskoré FC
- AS FNIS
- ASFAN Niamey
- Jangorzo FC
- Entente FC
- Soniantcha FC - Promu de D2
- Akokana FC
- Olympic Football Club de Niamey
- Urana FC
- ASN Nigelec FC - Promu de D2
- Espoir FC
- AS Douanes
- Dan Gourmou FC - Promu de D2
- Lada FC - Promu de D2
- AS Police
- Sahel SC
- Zumunta AC
- JS Ténéré
- US Gendarmerie Nationale
- ASAF Zinder

## Compétition
Le classement est établi sur le barème de points suivant : victoire à 3 points, match nul à 1, défaite à 0. 

### Première phase
Poule A :
| Rang | Équipe                          | Pts | J | G | N | P | Bp | Bc | Diff |  | Résultats (▼ dom., ► ext.)      | ASFA | Olym | Doua | Nige | Zumu |
| ---- | ------------------------------- | --- | - | - | - | - | -- | -- | ---- |  | ------------------------------- | ---- | ---- | ---- | ---- | ---- |
| 1    | ASFAN Niamey                    | 17  | 8 | 5 | 2 | 1 | 12 | 4  | +8   |  | ASFAN Niamey                    |      | nul  | 2-1  | 1-0  | 3-1  |
| 2    | Olympic Football Club de Niamey | 15  | 8 | 4 | 3 | 1 | 9  | 3  | +6   |  | Olympic Football Club de Niamey | 0-0  |      | 0-1  | 2-1  | 3-0  |
| 3    | AS Douanes                      | 11  | 8 | 3 | 2 | 3 | 5  | 5  | 0    |  | AS Douanes                      | 1-0  | 0-2  |      | 0-1  | 0-0  |
| 4    | ASN Nigelec FCP                 | 9   | 8 | 2 | 3 | 3 | 6  | 7  | -1   |  | ASN Nigelec FCP                 | 1-2  | 0-0  | 0-0  |      | 1-0  |
| 5    | Zumunta AC                      | 2   | 8 | 0 | 2 | 6 | 4  | 17 | -13  |  | Zumunta AC                      | 0-4  | 1-2  | 0-2  | 2-2  |      |

Poule B :
| Rang | Équipe                   | Pts | J | G | N | P | Bp | Bc | Diff |  | Résultats (▼ dom., ► ext.) | Sahe | Poli  | FNIS | Gend | Soni  |
| ---- | ------------------------ | --- | - | - | - | - | -- | -- | ---- |  | -------------------------- | ---- | ----- | ---- | ---- | ----- |
| 1    | Sahel SCT                | 17  | 8 | 5 | 2 | 1 | 12 | 2  | +10  |  | Sahel SCT                  |      | gagné | 0-0  | 1-1  | 5-0   |
| 2    | AS Police                | 17  | 8 | 5 | 2 | 1 | 11 | 3  | +8   |  | AS Police                  | 1-0  |       | 0-0  | 1-1  | 2-1   |
| 3    | AS FNIS                  | 11  | 8 | 3 | 2 | 3 | 7  | 6  | +1   |  | AS FNIS                    | 0-1  | 0-2   |      | 0-1  | gagné |
| 4    | US Gendarmerie Nationale | 8   | 8 | 2 | 2 | 4 | 5  | 7  | -2   |  | US Gendarmerie Nationale   | 0-1  | 1-2   | 0-1  |      | 0-1   |
| 5    | Soniantcha FCP           | 3   | 8 | 1 | 0 | 7 | 4  | 21 | -17  |  | Soniantcha FCP             | 0-4  | 0-3   | 2-6  | 0-1  |       |

Poule C :
| Rang | Équipe         | Pts | J | G | N | P | Bp | Bc | Diff |  | Résultats (▼ dom., ► ext.) | Jang  | Espo | ASAF | DanB | Lada |
| ---- | -------------- | --- | - | - | - | - | -- | -- | ---- |  | -------------------------- | ----- | ---- | ---- | ---- | ---- |
| 1    | Jangorzo FC    | 17  | 8 | 5 | 2 | 1 | 11 | 4  | +7   |  | Jangorzo FC                |       | 1-0  | 2-0  | 1-1  | 5-0  |
| 2    | Espoir FC      | 15  | 8 | 4 | 3 | 1 | 9  | 4  | +5   |  | Espoir FC                  | 1-1   |      | 0-0  | 1-0  | 2-0  |
| 3    | ASAF Zinder    | 10  | 8 | 2 | 4 | 2 | 5  | 6  | -1   |  | ASAF Zinder                | 2-0   | 0-0  |      | 1-3  | 1-0  |
| 4    | Dan Baskoré FC | 9   | 8 | 2 | 3 | 3 | 7  | 6  | +1   |  | Dan Baskoré FC             | 0-1   | 0-1  | 1-1  |      | 2-0  |
| 5    | Lada FCP       | 2   | 8 | 0 | 2 | 6 | 2  | 14 | -12  |  | Lada FCP                   | perdu | 2-4  | 0-0  | 0-0  |      |

Poule D :
| Rang | Équipe          | Pts | J | G | N | P | Bp | Bc | Diff |  | Résultats (▼ dom., ► ext.) | Akok | Uran | DanG | Ente | Malb |
| ---- | --------------- | --- | - | - | - | - | -- | -- | ---- |  | -------------------------- | ---- | ---- | ---- | ---- | ---- |
| 1    | Akokana FC      | 17  | 8 | 5 | 2 | 1 | 13 | 4  | +9   |  | Akokana FC                 |      | 0-0  | 2-1  | 3-1  | 3-0  |
| 2    | Urana FC        | 14  | 8 | 4 | 2 | 2 | 9  | 6  | +3   |  | Urana FC                   | 0-0  |      | 0-3  | 2-0  | 3-0  |
| 3    | Dan Gourmou FCP | 9   | 8 | 3 | 0 | 5 | 9  | 11 | -2   |  | Dan Gourmou FCP            | 0-3  | 3-2  |      | 0-1  | 2-0  |
| 4    | Entente FC      | 9   | 8 | 3 | 0 | 5 | 6  | 9  | -3   |  | Entente FC                 | 1-2  | 0-1  | 1-0  |      | 2-0  |
| 5    | Malbaza FC      | 9   | 8 | 3 | 0 | 5 | 4  | 11 | -7   |  | Malbaza FC                 | 1-0  | 0-1  | 2-0  | 1-0  |      |

### Super Ligue
| Rang | Équipe       | Pts | J | G | N | P | Bp | Bc | Diff |  | Résultats (▼ dom., ► ext.) | Poli | ASFA | Sahe | Olym | Akok | Uran | Jang | Espo |
| ---- | ------------ | --- | - | - | - | - | -- | -- | ---- |  | -------------------------- | ---- | ---- | ---- | ---- | ---- | ---- | ---- | ---- |
| 1    | AS PoliceC   | 17  | 7 | 5 | 2 | 0 | 18 | 3  | +15  |  | AS PoliceC                 |      |      | 3-0  | 1-0  |      | 5-0  | 2-0  |      |
| 2    | ASFAN Niamey | 14  | 7 | 4 | 2 | 1 | 14 | 8  | +6   |  | ASFAN Niamey               | 2-2  |      |      |      | 3-0  | 5-1  | 2-1  |      |
| 3    | Sahel SCT    | 11  | 7 | 3 | 2 | 2 | 9  | 4  | +5   |  | Sahel SCT                  |      | 3-0  |      | 0-0  |      |      |      | 3-0  |
| 4    | Olympic FC   | 11  | 7 | 3 | 2 | 2 | 10 | 6  | +4   |  | Olympic FC                 |      | 1-1  |      |      | 2-3  |      |      | 1-0  |
| 5    | Akokana FC   | 10  | 7 | 2 | 4 | 1 | 9  | 10 | -1   |  | Akokana FC                 | 1-1  |      | 1-0  |      |      | 1-1  | 1-1  |      |
| 6    | Urana FC     | 5   | 7 | 1 | 2 | 4 | 5  | 19 | -14  |  | Urana FC                   |      |      | 0-3  | 0-3  |      |      |      | 1-1  |
| 7    | Jangorzo FC  | 5   | 7 | 1 | 2 | 4 | 7  | 11 | -4   |  | Jangorzo FC                |      |      | 0-0  | 1-3  |      | 1-2  |      | 3-1  |
| 8    | Espoir FC    | 2   | 7 | 0 | 2 | 5 | 4  | 15 | -11  |  | Espoir FC                  | 0-4  | 0-1  |      |      | 2-2  |      |      |      |

|  | Qualification pour la Ligue des champions de la CAF 2009 |
|  | Qualification pour la Coupe de la confédération 2009     |
|  | Qualification pour la Coupe de l'UFOA 2009               |
|  | T : Tenant du titre C : Vainqueur de la Coupe du Niger   |

### Poule de relégation
Les quatre clubs menacés de relégation se retrouvent au sein d'une poule où ils affrontent une fois leurs adversaires. Les deux premiers se maintiennent en Ligue 1.
| Rang | Équipe                   | Pts | J | G | N | P | Bp | Bc | Diff |  | Résultats (▼ dom., ► ext.) | USGN | Malb | Zumu | DanB |
| ---- | ------------------------ | --- | - | - | - | - | -- | -- | ---- |  | -------------------------- | ---- | ---- | ---- | ---- |
| 1    | US Gendarmerie Nationale | 9   | 3 | 3 | 0 | 0 | 6  | 1  | +5   |  | US Gendarmerie Nationale   |      | 1-0  | 2-0  | 3-1  |
| 2    | Malbaza FC               | 4   | 3 | 1 | 1 | 1 | 3  | 2  | +1   |  | Malbaza FC                 |      |      | 2-0  | 1-1  |
| 3    | Zumunta AC               | 3   | 3 | 1 | 0 | 2 | 2  | 4  | -2   |  | Zumunta AC                 |      |      |      | 2-0  |
| 4    | Dan Baskoré FC           | 1   | 3 | 0 | 1 | 2 | 2  | 6  | -4   |  | Dan Baskoré FC             |      |      |      |      |

## Bilan de la saison
| Championnat du Niger de football 2008 |                       |
| Champion                              | AS Police (1er titre) |
| Coupes et trophées                    |                       |
| Vainqueur de la Coupe du Niger 2008   | AS Police             |
| Qualifications continentales          |                       |
| Ligue des champions de la CAF 2009    | AS Police             |
| Coupe de la confédération 2009        | ASFAN Niamey          |
| Coupe de l'UFOA 2009                  | Sahel SC              |
| Coupe de l'UFOA 2009                  | Akokana FC            |
| Promotions et relégations             |                       |
| Promus en Ligue 1                     | Kandadji Sport        |
| Promus en Ligue 1                     | AS Madaoua            |
| Relégués en Deuxième division         | Zumunta AC            |
| Relégués en Deuxième division         | Dan Baskoré FC        |
| Relégués en Deuxième division         | Lada FC               |
| Relégués en Deuxième division         | Soniantcha FC         |